# Nyugat-Makedónia
Nyugat-Makedónia (görögül Περιφέρεια Δυτικής Μακεδονίας) egyike Görögország 13 közigazgatási régiójának, az ország északnyugati részében. 
Területe 9451 km² (valamivel kisebb, mint a magyar Somogy és Tolna vármegyék együtt). A görög átlaghoz képest gyéren lakott, népessége 254 595 (2021-es adat). Közigazgatási székhelye Kozáni város. 
Keleti szomszédja Közép-Makedónia régió, délen Thesszália, nyugaton Epirusz. Északon a (Görögország 
által nem elismert) Észak-Macedónia Bitola régiójával és az albániai Korça megyével határos.

## Prefektúrái
Nyugat-Makedónia prefektúrái a következők:
- Lerin
- Grevená
- Kasztoriá
- Kozáni

## Galéria

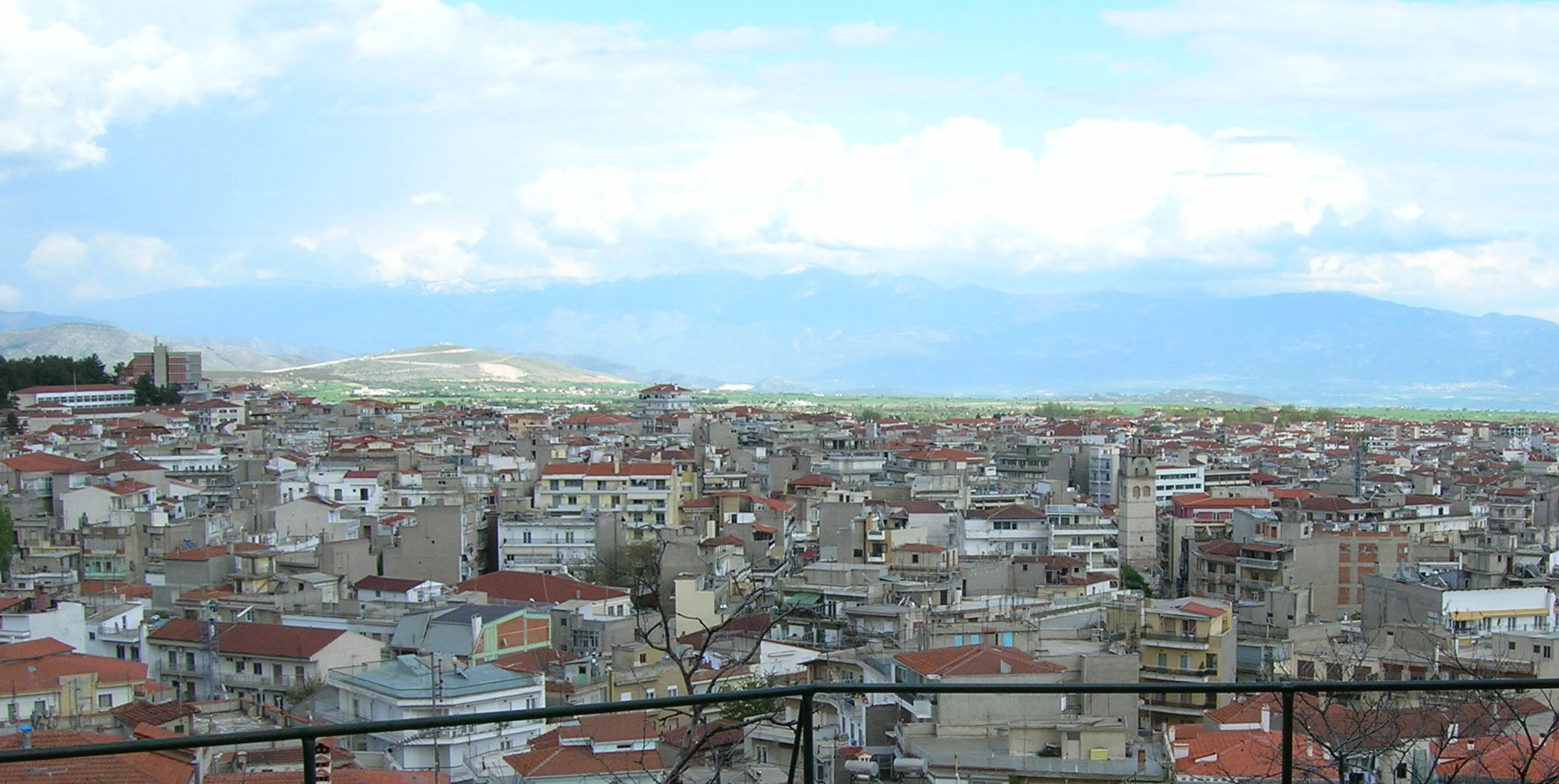
Kozáni
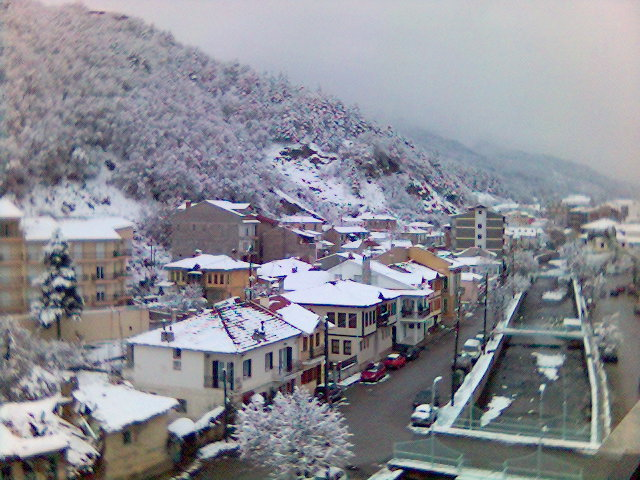
Flórina
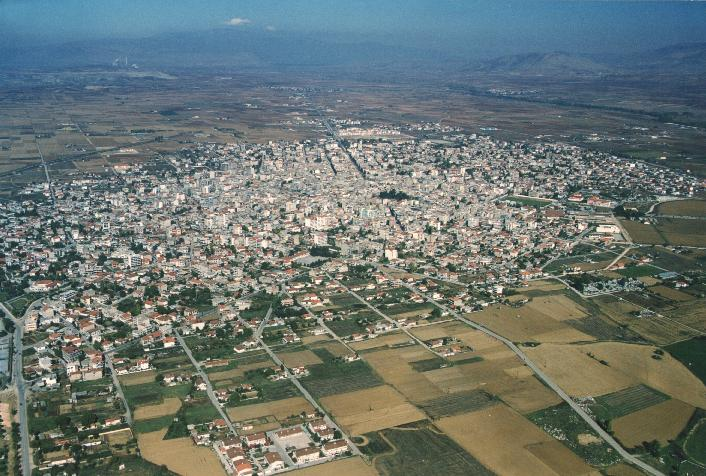
Ptolemaida
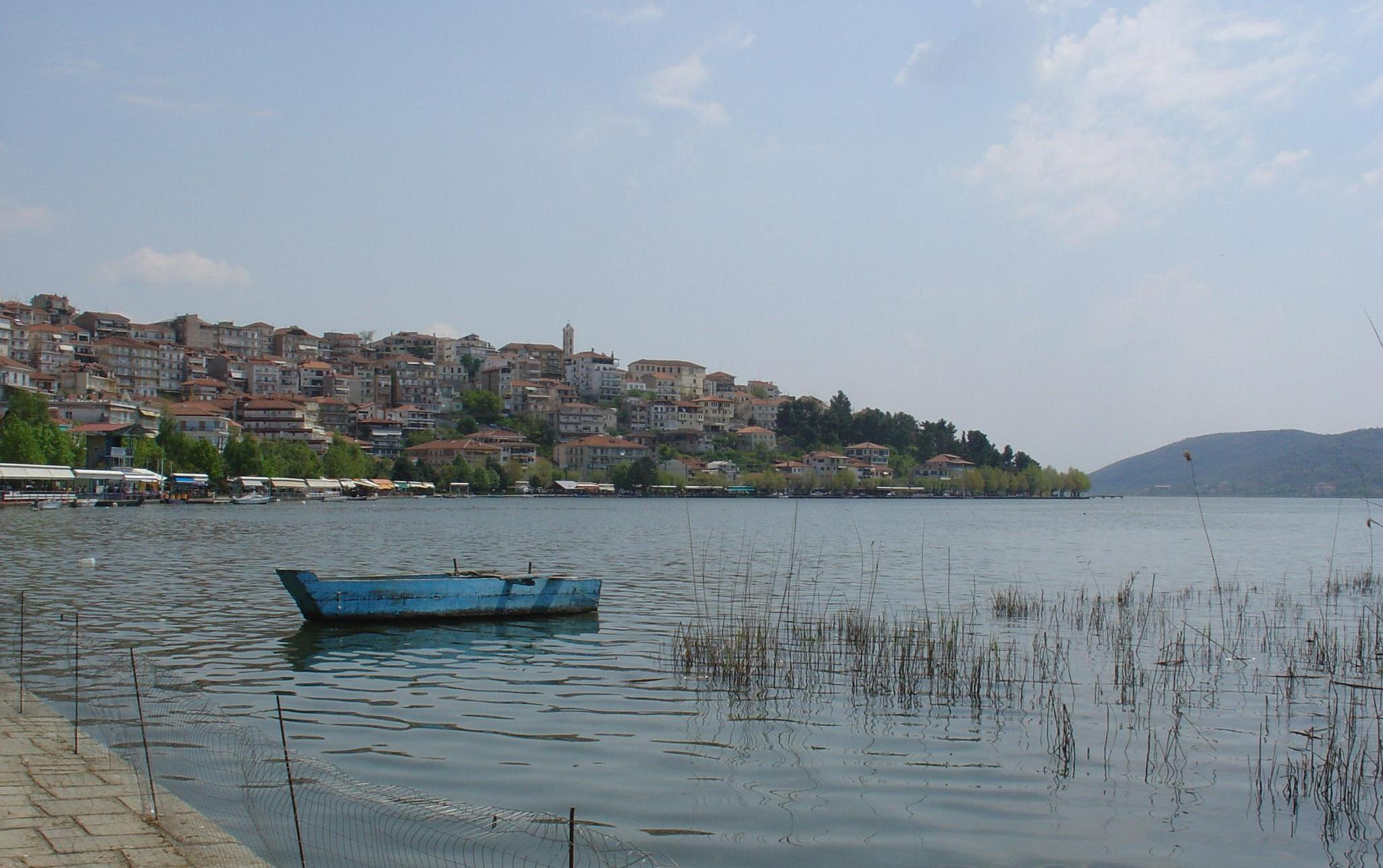
Az Oresztiada-tó Kasztoriánál
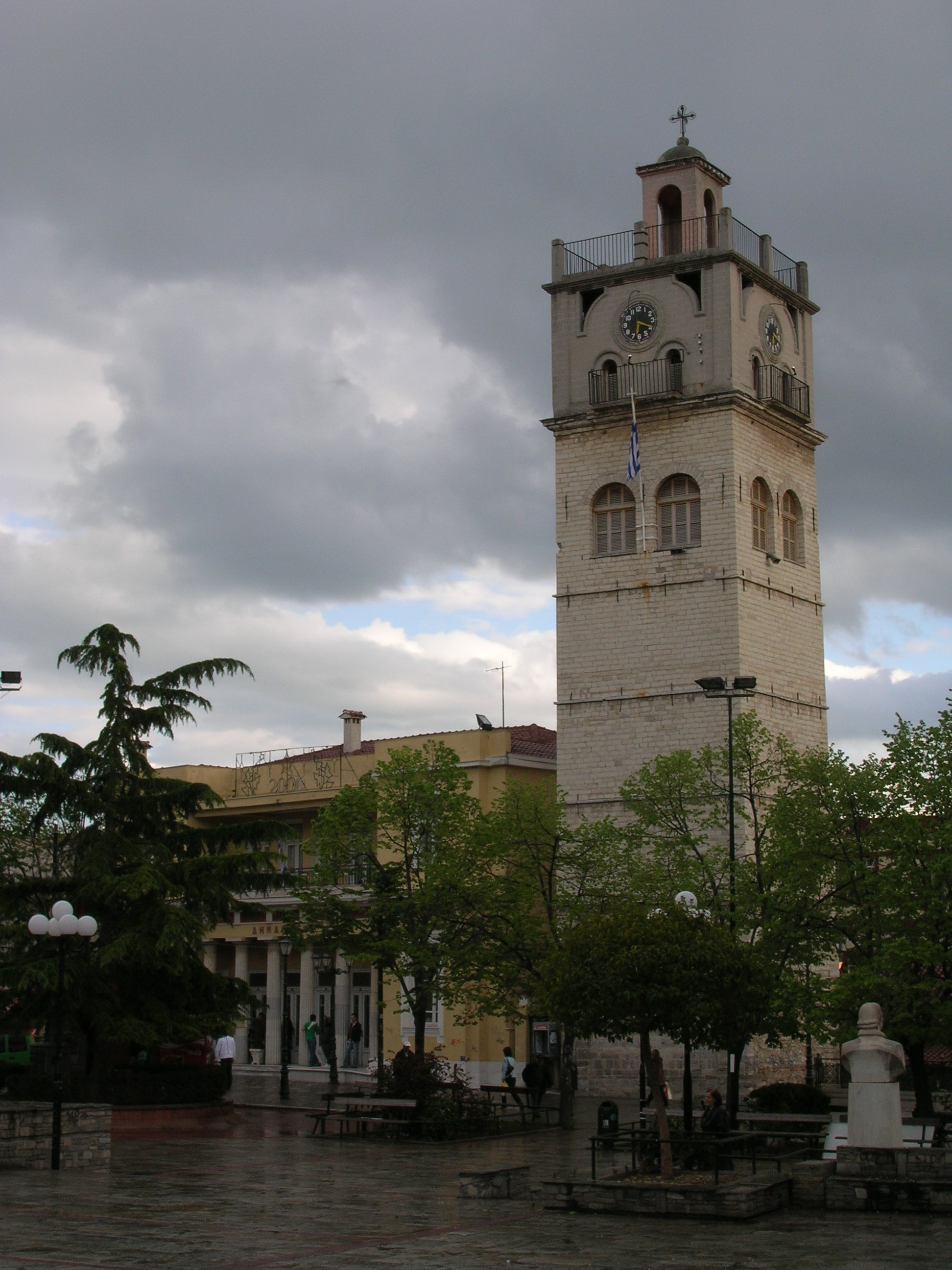
Az Ajosz Nikolaosz óratorony Kozániban
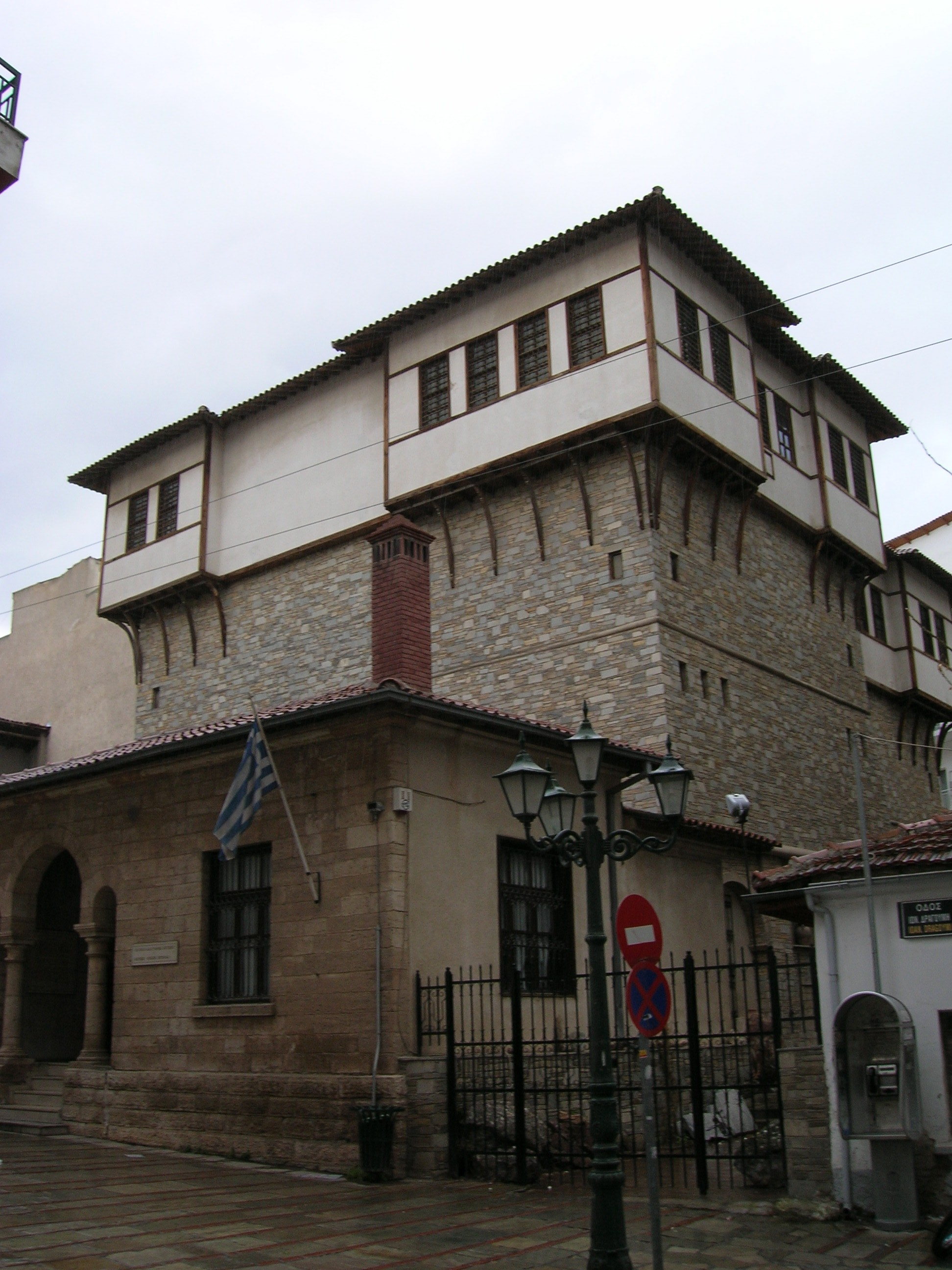
Néprajzi és Természetrajzi Múzeum Kozániban
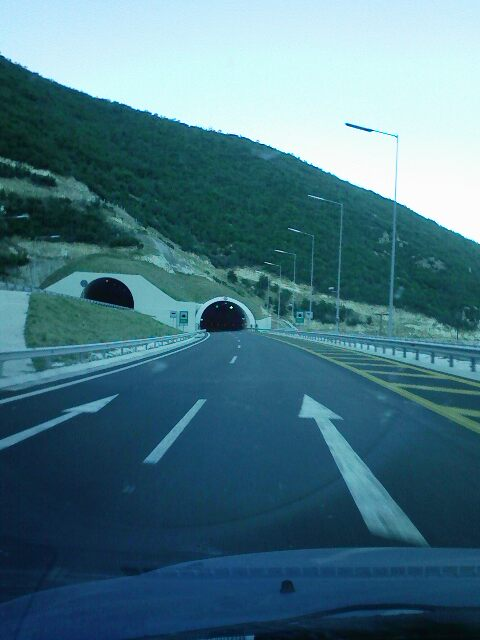
Az Egnatia autópálya alagútja
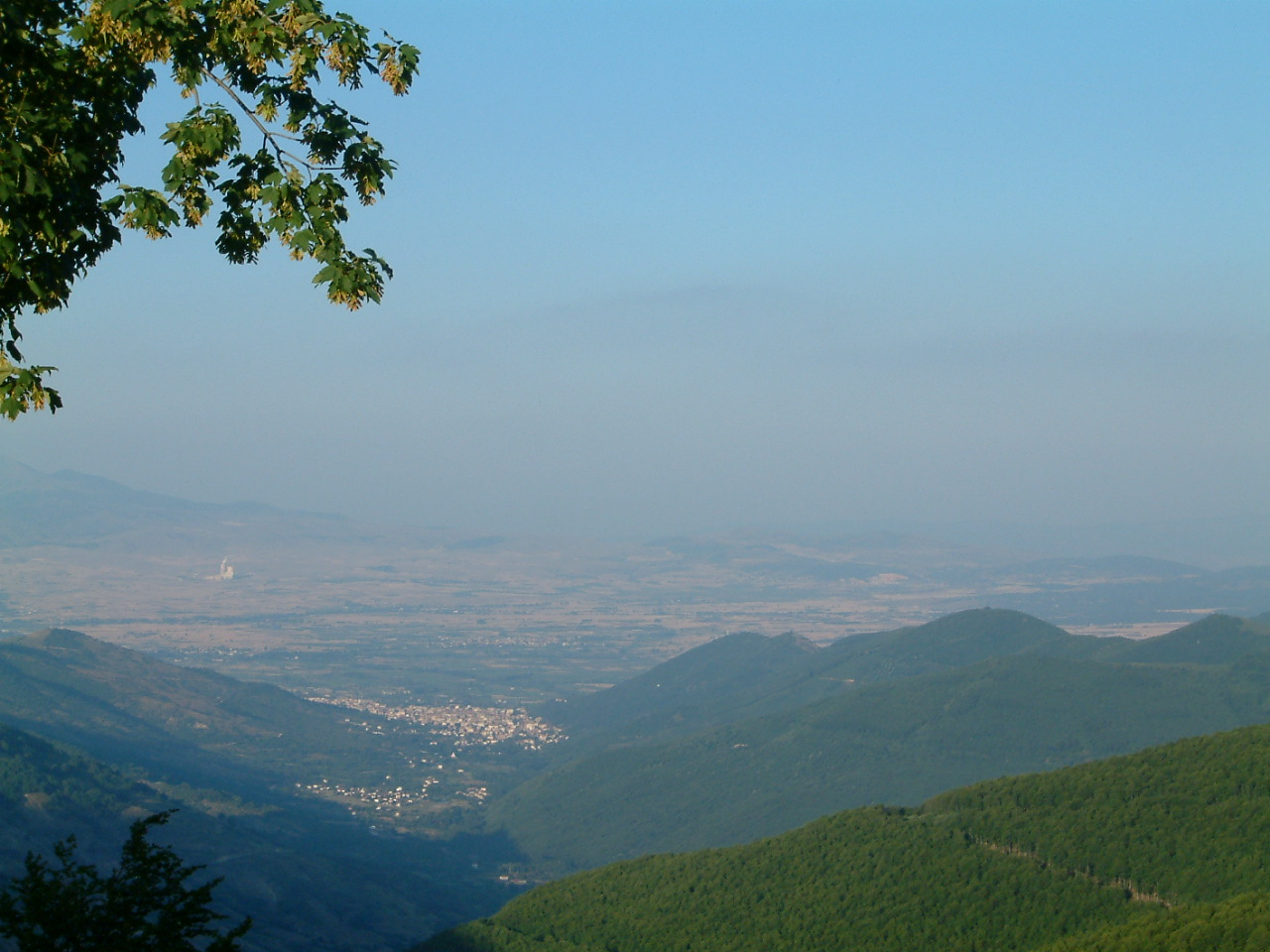
Lerin síksága és a város
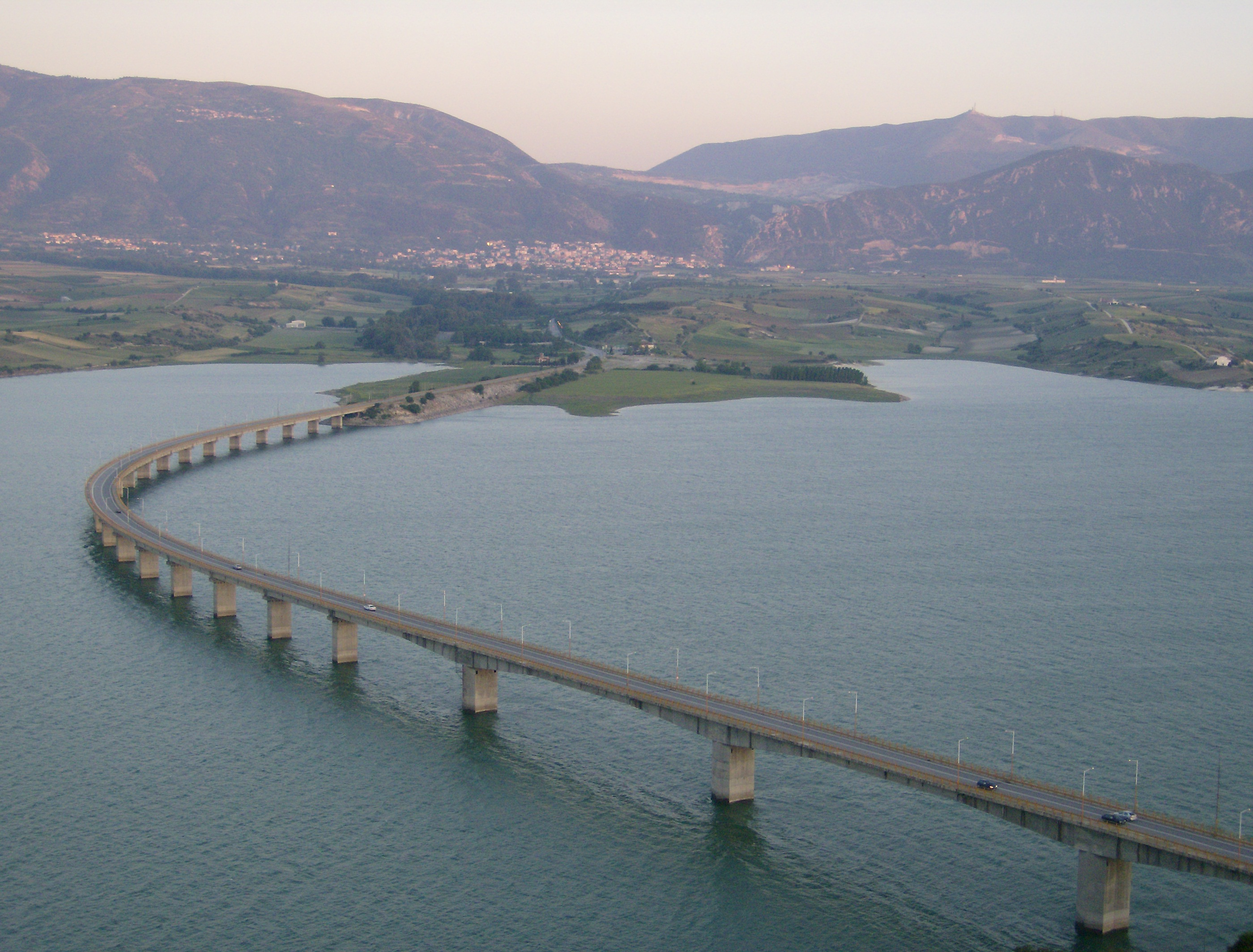
Híd az Aliakmonasz folyón

## Külső hivatkozások
- Hivatalos honlapja (görögül és angolul)